# HSM Argus - Vesta
De serie HSM Argus - Vesta was de eerste serie normaalsporige stoomlocomotieven van de Hollandsche IJzeren Spoorweg-Maatschappij (HSM).
Met de ombouw van het breedspoornet van de HSM naar normaalspoor, die in 1866 gereed kwam, had de HSM ook behoefte aan normaalsporige locomotieven. Van de breedspoorlocomotieven werden vijf stuks omgebouwd voor normaalspoor. De rest werd vervangen door nieuwe locomotieven, waarbij de HSM 20 stuks bij Robert Stephenson and Company in Newcastle bestelde en 10 stuks bij Borsig in Berlijn. De eerste 15 locomotieven van Stephenson werden in 1866 geleverd met de namen Argus - Pluto en de volgnummers 1-15. De volgende vijf locomotieven van Stephenson volgden in 1867 met de namen Rhea - Vesta en kregen aansluitend op de eerder door Borsig geleverde Groningen - Limburg de volgnummers 26-30. Deze vijf verschilden op een aantal punten van de eerdere vijftien en hadden een iets langere voetplaat.
In tegenstelling tot de breedspoorlocomotieven kregen de normaalspoorlocomotieven naast een naam ook een volgnummer. In het dagelijks gebruik en in rapporten en verslagen werd altijd de naam gebruikt. De naam werd op bronzen platen op de ronde ketel aangebracht, het volgnummer werd op eveneens bronzen platen op de rookkastdeur en op de achterwand van de tender aangebracht.
In 1902 werd de Glorie (volgnummer 7) na een ongeval te Tiel afgevoerd. Van 1906 tot en met 1916 werden de overige locomotieven afgevoerd.

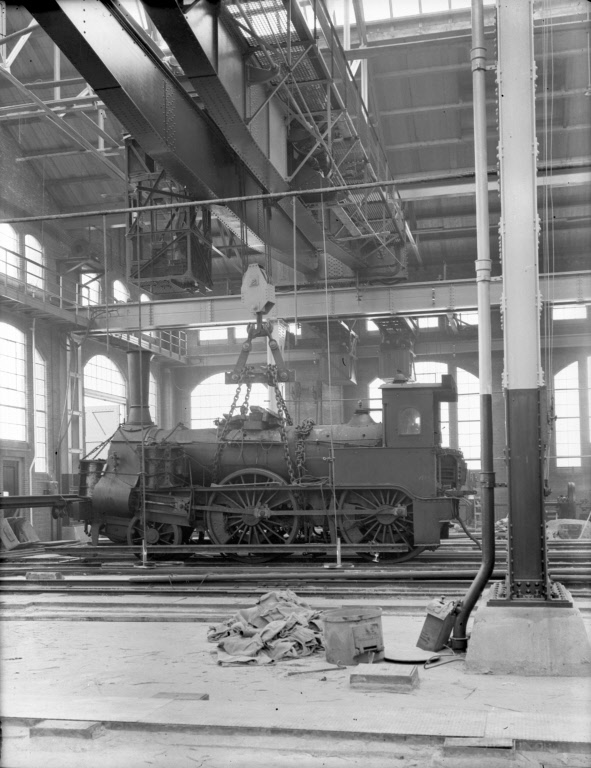
Locomotief 4 "Diana" in de nadagen van haar bestaan tijdens hijsproeven in Haarlem.

| HSM nummer | Naam   | In dienst | Uit dienst | Bijzonderheden               |
| ---------- | ------ | --------- | ---------- | ---------------------------- |
| 1          | Argus  | 1866      | 1914       |                              |
| 2          | Brutus | 1866      | 1908       |                              |
| 3          | Ceres  | 1866      | 1915       |                              |
| 4          | Diana  | 1866      | 1915       |                              |
| 5          | Etna   | 1866      | 1916       |                              |
| 6          | Flora  | 1866      | 1913       |                              |
| 7          | Glorie | 1866      | 1902       | Afgevoerd na ongeval te Tiel |
| 8          | Hecla  | 1866      | 1908       |                              |
| 9          | Juno   | 1866      | 1914       |                              |
| 10         | Komeet | 1866      | 1908       |                              |
| 11         | Leda   | 1866      | 1910       |                              |
| 12         | Mars   | 1866      | 1911       |                              |
| 13         | Nero   | 1866      | 1906       |                              |
| 14         | Orion  | 1866      | 1916       |                              |
| 15         | Pluto  | 1866      | 1908       |                              |
| 26         | Rhea   | 1867      | 1908       |                              |
| 27         | Sirius | 1867      | 1908       |                              |
| 28         | Triton | 1867      | 1916       |                              |
| 29         | Urania | 1867      | 1915       |                              |
| 30         | Vesta  | 1867      | 1906       |                              |